# Moj mali poni: Prijateljstvo je čarolija (1. sezona)
Prva sezona animirane televizijske serije Moj mali poni: Prijateljstvo je čarolija (engl. My Little Pony: Friendship Is Magic) premijerno je emitirana na kanalu The Hub Network (danas zvan Discovery Family) 10. listopada 2010. u SAD-u, i završila je 6. svibnja 2011. Seriju je razvila animatorica i scenaristica Lauren Faust, poznata po radu na serijama Cartoon Networka poput Kuda idu izmišljeni prijatelji? i Super Cure. Serija je početak četvrte generacije (G4) Hasbrove franšize Moj mali poni.
Ova sezona ima dvije hrvatske sinkronizacije, uz demosinkronizaciju treće epizode koju je napravio studio Project 6 2011. Naslov serije u demosinkronizaciji je My Little Pony: Čarobno prijateljstvo. Godine 2014. su studiji Novi Mediji i Euroton Records napravili prvu televizijsku sinkronizaciju imena Moj mali poni: Prijateljstvo je čarobno, koja je emitirana na HTV-u 2 tijekom 2014. i 2015. Ova sinkronizacija ima DVD objavu. Sve epizode su podijeljene u dva dijela. Treću sinkronizaciju napravio je studio Livada Produkcija, i emitirana je tijekom 2017. na RTL Kockici s naslovom My Little Pony – Prijateljstvo je čarolija. Za razliku od prve sinkronizacije, imena likova nisu lokalizirana. Sezona je dosupna na RTL-ovoj usluzi za streaming RTL Play.
Serija prati Iskru Sumrak, pametnog jednoroga koji živi u magičnoj zemlji Equestriji s asistentom, zmajem Pikom. Njena učiteljica, Princeza Celestia, šalje ju u Ponigrad da uči o prijateljstvu. U Ponigradu upozna prijateljice Rozu, Ivku, Dugu Jurić, Ljubicu i Plahuljicu. Prijateljice i Iskra predstavljaju šest elemenata sklada, čarobnih relikvija i najmočnijih čarobnih predmeta poznatih ponijima. Kad se Iskra sprijatelji s novim ponijima, preseli se u Ponigrad da uči o prijateljstvu i druži se s novim najboljim prijateljicama.

## Epizode
| Br. u seriji | Br. u sezoni | Naslov                                                           | Redatelj                        | Scenarist                         | Nadnevak prikazivanja |
| --- | ------------ | ---------------------------------------------------------------- | ------------------------------- | --------------------------------- | --------------------- |
| 1. | 1.           | "Prijateljstvo je čarobno, 1. dio" "Friendship is Magic, part 1" | Jayson Thiessen i James Wootton | Lauren Faust                      | 10. listopada 2010.   |
| Iskra Sumrak, pametna i asocijalna jednoroga kobila, nauči o proročanstvu Crne Princeze (engl. Nightmare Moon), tj. ždrebice na Mjesecu (engl. Mare in the Moon), mračne kobile koja se, prije nego što je bila protjerana na Mjesec, zaklela da će Equestriju prokleti s vječnom noći. Proročanstvo tvrdi da će se Crna Princeza vratiti tisuću godina nakon nestanka, što će biti prekosutra, tijekom proslave ljetnog Sunca. Iskra zamoli svog asistenta, zmaja Pika, da obavijesti njenu učiteljicu i vladaricu Equestrije, Princezu Celestiju, o povratku Crne Princeze. Princeza Celestia kaže da se ne treba brinuti i pošalje ju u Ponigrad, gdje se pripreme za proslavu održavaju. Celestia da Iskra pregleda kako idu pripreme i upozna nove prijatelje. U Ponigradu Iskra upozna pet ponija: zemaljske ponije Rozu i Ivku, pegaze Dugu Jurić i Plahuljicu, i jednoroga Ljubicu. Iskra misli da su poniji koje je upoznala ludi, i samo želi više naučiti o Crnoj Princezi. Piko ju pozove na proslavu gdje gledaju dizanje Sunca. Princeza Celestia, koja bi trebala dignuti Sunce svojom magijom, se neočekivano ne pojavi. Umjesto nje, nakon tisućljeća čekanja se pojavi Crna Princeza, koja sa sobom donosi vječnu noć. |              |                                                                  |                                 |                                   |                       |
| 2. | 2.           | "Prijateljstvo je čarobno, 2. dio" "Friendship is Magic, part 2" | Jayson Thiessen i James Wootton | Lauren Faust                      | 22. listopada 2010.   |
| Nakon što se Crna Princeza vrati, pobjegne na nepoznato mjesto. Iskra pobjegne u svoju novu kuću (knjižnicu zlatnog hrasta) da prouči kako ju zaustaviti. Novi poniji koje je upoznala ju prate, i Iskra im objasni da se Crna Princeza jedino može zaustaviti elementima sklada, prapovijesnim čarobnim relikvijama. Postoji ih šest, ali je samo pet poznato – iskrenost, odanost, smijeh, velikodušnost i dobrota. Njihovo zadnje poznato područje je u sada uništenom dvorcu kraljevskih sestara, koji se nalazi u strašnoj Slobodnoj šumi (engl. Everfree Forest). Iskra i pet novih ponija krenu u šumu. Na putu im Crna Princeza postavi zamke koje prijateljice prijeđu. Na putu, pet novih ponija dokažu da predstavljaju elemente sklada. Ivka predstavlja element iskrenosti, Duga Jurić predstavlja element odanosti, Plahuljica predstavlja element dobrote, Ljubica predstavlja element velikodušnosti, i Roza predstavlja element smijeha. Kada prijateljice nađu dovrac, Crna Princeza uništi sve elemente. Iskrine nove prijateljce joj pokušaju pomoći, i tada Iskra shvati da one predstavljaju elemente. Njihove duše vrate elemente natrag, i Iskra stvori šesti element: element čarolije. Uz svih šest elemenata, prijateljice poraze Crnu Princezu, i vračaju je u normalu. Otkriju da je Crna Princeza zapravo jedna od kraljevskih sestara, Princeza Luna, nakon što joj je ljubomora na stariju sestru zavladala srcem. Princeza Celestia, njena starija sestra se tada pojavi. Celestia i Luna vrate se na prijestolja, i Iskra se useli u Ponigrad da se nastavi družiti s novim prijateljicama, i da uči o prijateljstvu. Svoje lekcije šalje Celestiji svaki dan od tada. |              |                                                                  |                                 |                                   |                       |
| 3. | 3.           | "Problematične pozivnice" "The Ticket Master"                    | Jayson Thiessen i James Wootton | Amy Keating Rogers i Lauren Faust | 29. listopada 2010.   |
| Princeza Celestia pošalje Iskri dvije ulaznice za Veliki poni bal (HRT2: Velika galop svečanost, RTLK: Velika svečanost galopa, engl.: The Grand Galloping Gala). Iskrine prijateljice uskoro saznaju za ovo i počnu joj činiti razne usluge. Iskra ne može odlučiti kome će dati ulaznice, i zato ih pošalje natrag Celestiji. Celestia joj pošalje još četiri ulaznice, tako da sve prijateljice mogu iči na svečanost. Također pošalje jednu za Pika. |              |                                                                  |                                 |                                   |                       |
| 4. | 4.           | "Berba jabuka" "Applebuck Season"                                | Jayson Thiessen i James Wootton | Amy Keating Rogers                | 5. studenog 2010.     |
| Na ranč Slatka jabuka (engl.: Sweet Apple Acres, RTLK: Slatki jabučnjak, Demo: Jutro slatkih jabuka) je stigla sezona branja jabuka. Ivkin veliki brat imena Veliki Brat je ozlijeđen, i zato Ivka mora sve jabuke sama ubrati. Nekoliko dana kasnije je jako umorna, i ne razumije što joj ostali govore. Kad ju prijateljice zamole za pomoć sa zadatcima, umorno i zbunjeno samo pogorša stvari za njih. Iskra joj više puta kaže da se treba odmoriti i da joj prijateljice mogu pomoći, ali tvrdoglava Ivka ju uporno odbija. Jednog dana, Ivka pomisli da je gotova, kad joj Veliki Brat pokaže da je ubrala samo pola jabuka. Tada napokon zamoli prijateljice da joj pomognu. |              |                                                                  |                                 |                                   |                       |
| 5. | 5.           | "Odbrusiti prijateljstvo" "Griffon the Brush Off"                | Jayson Thiessen i James Wootton | Cindy Morrow                      | 12. studenog 2010.    |
| Duga Jurić i Roza se vole družiti i šaliti se s prijateljima. Kasnije, Dugina stara prijateljica, grifon Gilda, dođe u Ponigrad u posjet. Dok Duga Jurić ne gleda, Gilda se ponaša bezobrazno prema Rozoj i njenim prijateljicama. Roza misli da je Gilda mrzovoljna, i pripremi joj zabavu za dobrodošlicu. Na zabavi, Duga pripremi neke podvale koje jako naljute Gildu. Gilda počne vikati na Rozu i prizna da mrzi svakoga u Ponigradu. Kad Duga prizna da su podvale bile njena ideja, Gilda ljutito odleti. |              |                                                                  |                                 |                                   |                       |
| 6. | 6.           | "Uhvatiti hvalisavca" "Boast Busters"                            | Jayson Thiessen i James Wootton | Chris Savino                      | 19. studenog 2010.    |
| "Velika i moćna" Trixie, mađioničarka, stigne u Ponigrad i hvali se svojim magičnim vještinama. Iskrine prijateljice su ljute na Trixie. Pokušaju pokazati svoje talente, ali ih Trixie ponizi. Piko kaže da je Iskra bolja čarobnica, ali Iskra se ne želi hvaliti. Piko ju stalno nagovara da pokaže Trixie svoju čaroliju, ali Iskra ne želi izgledati kao hvalisavac. Pužić i Gricko, Trixini obožavatelji, oslobode Malog Medvjeda (engl. Ursa minor, ogromnog medvjeda sa zvjezdanim krznom) iz špilje i nagovore Trixie da ga smiri da pokažu Piku da je ona sjajna čarobnica. Trixie ga ne uspije zaustaviti, ali Iskra uspije. Svatko u gradu potjera Trixie i zahvale se Iskri. Iskrine prijateljice joj kažu da je junakinja, a ne hvalisavac. |              |                                                                  |                                 |                                   |                       |
| 7. | 7.           | "Zmajski sramežljiva" "Dragonshy"                                | Jayson Thiessen i James Wootton | Meghan McCarthy                   | 26. studenog 2010.    |
| U špilji blizu Ponigrada je zaspao veliki zmaj. Dok zmajevi spavaju, dim im izlazi iz nosa. Zbog zmajeve veličine, dim prekriva cijeli Ponigrad. Iskra krene na put do zmajeve špilje s prijateljicama da ga probude i zamole ga da se premjesti u drugu špilju. Sve su uzbuđene za pustolovinu osim Plahuljice, koja se jako boji odraslih zmajeva. Plahuljica uzrokuje mnoge poteškoće na putu do špilje. Kada šestorka stigne do špilje, svaka kobila smisli plan, ali nijedan ne uspije. Zmaj se probudi i naljuti na ponije. Zgrabi pet ponija i baci ih. Prijateljice se zabiju u kamen i jako se ozlijede. Ovo jako naljuti Plahuljica. Počne vikati na zmaja i prepadne ga. Zmaj se rastuži i ispriča se. Nakon toga ga Plahuljica lijepo zamoli da se premjesti, i zmaj pristane. |              |                                                                  |                                 |                                   |                       |
| 8. | 8.           | "Tulum u pidžamama" "Look Before You Sleep"                      | Jayson Thiessen i James Wootton | Charlotte Fullerton               | 3. prosinca 2010.     |
| Tijekom oluje u Ponigradu se Ljubica i Ivka posvađaju. Zapnu vani bez skrovišta dok se svađaju, ali ih Iskra spasi. Iskra odluči započeti zabavu u pidžamama da se zabave dok oluja ne završi. Svaka aktivnost na zabavi jako naljuti Ivku i Ljubicu. Dok pokušavaju spavati, grom pogodi stablo koje skoro padne na drugu kuću. Ivka iskoristi laso da zaustavi pad stabla, ali ga slučajno uvuće u Iskrinu kuću. Iako su u svađi, Ivka i Ljubica skupa odstrane stablo iz kuće. Shvativši da su sretnije zajedno, Ivka i Ljubica se pomire i zabave dok oluja ne završi. |              |                                                                  |                                 |                                   |                       |
| 9. | 9.           | "Neoprezni tračevi" "Bridle Gossip"                              | Jayson Thiessen i James Wootton | Amy Keating Rogers                | 10. prosinca 2010.    |
| Iskra i Piko saznaju da se svatko u Ponigradu skriva u svojim domovima jer se boje tajanstvene posjetiteljice iz Slobodne šume, zebre Zecore. Poniji se boje jer nikad nisu vidjeli zebru, i jer je Slobodna šuma zagonetna i čudna. Ivkina mlađa sestra Cvjetka tvrdi da se ne boji Zecore i šume, i ignorira upozorenja vršnjaka. Dok prijateljice ne gledaju, Cvjetka pobjegne u šumu. Sestra i prijateljice ju pronađu u vrtu plavog cvijeća. Zecora ih upozori o cvijeću tajnovitim načinom. Sljedećeg jutra, Iskrin rog je labav, Ljubica je prekrivena dlakama, Ivka je sićušna, Duga ne može kontrolirati krila, Rozoj je jezik napuhan i Plahuljica ima dubok glas. Prijateljice misle da ih je Zecora uklela. Krenu u šumu da ju natjeraju da skine čini, ali Zecora objasni da nisu uklete, već ih je otrovalo plavo cvijeće ("Plava trava"). Tada prijateljice shvate da se ne trebaju bojati Zecore, te ju dovedu u Ponigrad da se sprijatelji s ponijima. |              |                                                                  |                                 |                                   |                       |
| 10. | 10.          | "Roj za pamćenje" "Swarm of the Century"                         | Jayson Thiessen i James Wootton | M.A. Larson                       | 17. prosinca 2010.    |
| Iskra očekuja posjet od Princeze Celestije, i zato želi da sve bude savršeno. U međuvremenu, Plahuljica pronađe biće imena Parasprit (engl. Parasprite). Pokuša ga pokazati prijateljicama, i neočekivano se pojave još dva, iako je donijela samo jedan. Roza ima negativnu reakciju na Parasprite, i pobjegne u potrazi za glazbenim instrumentima. Plahuljica pokaže Parasprite svim prijateljicama, i Iskra sebi uzme dva. Sljedeći dan se pojavi pregršt Parasprita. Duga Jurić pozove vremensku ophodnju i potjera Parasprite. Kada prijateljice pomisle da je porblem riješen, hrpa Parasprita pobjegne iz Plahuljičine kuće. Paraspriti unište Ponigrad, ali Roza stigne u spas, te odvede Parasprite u šumu glazbenim instrumentima koje je skupila. Princeza Celestia kaže da će morati odgoditi posjet. Iako su se prijateljice riješile Parasprita, moraju popraviti uništeni Ponigrad. |              |                                                                  |                                 |                                   |                       |
| 11. | 11.          | "Pakiranje zime" "Winter Wrap Up"                                | Jayson Thiessen i James Wootton | Cindy Morrow                      | 24. prosinca 2010.    |
| Stigao je zadnji dan zime, i svaki Ponigrađan mora sudjelovati u pakiranju zime, godišnjem događaju gdje svatko vrati ptice selice, naprave gnjezda, otope snijeg i led, i još više toga da se pripreme za proljeće. Iskra je sretna sudjelovati, ali zbog tradicije ne smije koristiti magiju. Pokuša razne aktivnosti, ali sve završi neuspijehom. Kasnije, Gradonačelnica se naljuti jer će proljeće uskoro početi i poniji još nisu gotovi. Iskra vidi da je ovo prilika da pomogne. Odluči svakome dati ulogu, i brzo pakiraju zimu i započnu proljeće na vrijeme. Iskra je proglašena službenom organizatoricom pakiranja zime. |              |                                                                  |                                 |                                   |                       |
| 12. | 12.          | "Potraga za znakićem" "Call of the Cutie"                        | Jayson Thiessen i James Wootton | Meghan McCarthy                   | 7. siječnja 2011.     |
| Bogata i popularna učenica u Osnovnoj školi Ponigrada, Tiara, nedavno je dobila znakić (oznaku na boku koja se pojavi kad poni sazna svoj istiniti talent). Ona i njena prijateljica Srebrna zadirkuju Cvjetku i njenu prijatljicu Twisti jer one još nemaju znakiće, ali ih svejedno pozovu na zabavu povodom Tiarinog znakića. Cvjetka je tužna jer ne može dobiti znakić, iako je probala mnogo načina. Kasnije zatraži pomoć od sestre Ivke, Duge Jurić, Roze i Iskre, ali ni njihovi pokušaji nisu od pomoći. Kasnije čak i Twisti dobije znakić. Na Tiarinoj zabavi Cvjetka pomisli da je jedina ždrebica bez znakića, što se brzno dozna. Kad ju Tiara i Srebrna ponovno počnu zadirkivati, još dvije ždrebice bez znakića imena Skakutalo i Bela se pojave da ju brane. Svatko na zabavi zaustavi Tiarino zadirkivanje, i Skakutalo, Bela i Cvjetka stvore klub "Osvajačica znakića". Od tog dana odluče raznim načinima skupa pokušati dobiti znakiće. |              |                                                                  |                                 |                                   |                       |
| 13. | 13.          | "Jesenske prijateljice" "Fall Weather Friends"                   | Jayson Thiessen i James Wootton | Amy Keating Rogers                | 28. siječnja 2011.    |
| Nakon prijateljske igre potkova, Duga Jurić i Ivka se počnu hvaliti jedna drugoj o vještinama. Prijateljska igra brzo postane natjecanje vještina da se sazna koja je prijateljica snažnija. Duga Jurić pobjedi više izazova tijekom natjecanja uz pomoć krila, koja Ivka nema. Ivka odluči da će službena pobjednica natjecanja biti ona koja pobjedi u posljednjem izazovu: utrci kroz šumu. Duga Jurić ne smije koristiti krila, ali još uvijek je natjecateljskog kova. Ona i Ivka se guraju i sabotiraju cijelo vrijeme, i na kraju završe na zadnjem mjestu. Zbog ovoga shvate da nema potrebe za svađanjem, i nastave se natjecati prijateljski. |              |                                                                  |                                 |                                   |                       |
| 14. | 14.          | "Obučena za uspjeh" "Suited for Success"                         | Jayson Thiessen i James Wootton | Charlotte Fullerton               | 4. veljače 2011.      |
| Ljubica odluči napraviti svim svojim prijateljicama haljine za Veliki poni bal. Kada ih dovrši, prijateljice nisu zadovoljne. Ljubica odluči napraviti pet novih haljina slušajući zahtjeve prijateljica. Ubrzo dozna da su njihovi zahtjevi pretjerani i neobični, ali svejedno dovrši haljine. Kasnije je šokirana kada sazna da je Piko dogovorio da poznati modni dizajner Ralph Schneider dođe vidjeti nove haljine. Tijekom modne revije, Ralphu Schneideru i publici gade se Ljubičine prekomjerne haljine, a Ljubica vjeruje da joj je karijera uništena. Osjećajući se krivim, prijatelji Ljubice dovrše njezinu haljinu za bal slijedeći njezin dizajn kao ispriku i uvjeravaju Ralpha Schneidera da prisustvuje na drugoj reviji koristeći originalne haljine, impresionirajući ga. |              |                                                                  |                                 |                                   |                       |
| 15. | 15.          | "Rozino osjetilo" "Feeling Pinkie Keen"                          | Jayson Thiessen i James Wootton | Dave Polsky                       | 11. veljače 2011.     |
| Iskra sazna da cijeli Ponigrad vjeruje u "Rozino osjetilo". Kad se Rozino tijelo počne tresti, može predviditi razne stvari. Iskra ovo odbija prihvatiti jer ne postoji znanstveno objašnjenje za Rozino osjetilo. Kad ju pokuša analizirati, završava ozlijeđena. Kasnije Roza predvidi da će se nešto neočekivano dogoditi u bari gdje se nalazi Plahuljica. Iskra, Roza, Piko i Ivka krenu u baru da provjere što se događa i pronađu hidru. Nakon što joj pobjegnu, Roza kaže da hidra nije bila ono što je predvidjela. Zbog ovoga Iskra poludi i prihvati činjenicu da ne može objasniti Rozino osjetilo. Tad Roza kaže da je zapravo to predvidjela. |              |                                                                  |                                 |                                   |                       |
| 16. | 16.          | "Zvučni dugobraz" "Sonic Rainboom"                               | Jayson Thiessen i James Wootton | M.A. Larson                       | 18. veljače 2011.     |
| Duga Jurić će se natjecati u oblakovdolskom natjecanju najboljih mladih letaća. Planira pobjediti posebnim pokretom: Zvučnim dugobrazem (RTLK: Sonična duga), pokretom kojim toliko brzo leti da slomi zvučni zid i stvori ogromnu dugu. Duga počne pokazivati znakove nesigurnosti prijateljicama, i Ljubica ju želi podržavati na natjecanju. Zbog činjenice da samo pegazi mogu hodati po oblacima, Iskra iskoristi čaroliju da napravi krila za Ljubicu. Na sebi i ostalim prijateljicama iskoristi čaroliju koja im dopušta da hodaju po oblacima bez krila. Stanovnici Oblakovdola očarani su Ljubičinim krilima i dadnu joj ideju da se prijavi za natjecanje. Ljubica se pridruži i svakome se svidi njena izvedba. Na kraju, stane preblizu Suncu i krila joj se otope. Magične munje ju pokušaju spasiti, ali ih Ljubica udari u lica. Duga Jurić spasi Ljubicu i Magilne munje, i leti toliko brzo da stvori Zvučni dugobraz i pobijedi natjecanje. |              |                                                                  |                                 |                                   |                       |
| 17. | 17.          | "Gospodarica pogleda" "Stare Master"                             | Jayson Thiessen i James Wootton | Chris Savino                      | 25. veljače 2011.     |
| Ljubica je jako zaposlena i zamoli Plahuljicu da joj pazi na mlađu sestru Belu i njene prijateljice, Cvjetku i Skakutalo (Osvajačice znakića). Osvajačice se žele zabavljati, ali ih Plahuljica želi uspavati. Tijekom pjesme, jedna od Plahuljičinih kokoši pobjegne u Slobodnu šumu. Osvajačice ju pokušaju spasiti, i Plahuljica ih prati. Plahuljica pronađe kameno tijelo kokoši i Iskre, i tad shvati da u šumi vreba kokatrica. Plahuljica pronađe ždrebice i upozori ih, te im kaže da pobjegnu natrag u kuću. Prije nego što cure uspiju pobjeći, kokatrica ih pronađe. Kokatrica počne okamenjivati Plahuljicu, ali ona počne glasno vikati na nju, zahtijevajući da skine kletvu s nje, Iskre i kokoši, dok ju vrlo ljutito gleda. Plahuljičin pogled smiri kokatricu i skine kletvu. Osvajačice proglase Plahuljicu "gospodaricom pogleda". Sljedeće jutro, Ljubica dođe po ždrebice i iznenadi se kad vidi da slušaju Plahuljicu. |              |                                                                  |                                 |                                   |                       |
| 18. | 18.          | "Talent Show" "Show Stoppers"                                    | Jayson Thiessen i James Wootton | Cindy Morrow                      | 4. ožujka 2011.       |
| Ivka dopusti Osvajačicama znakića da koriste njenu staru kućicu za okupljanje. Tamo, osvajačice počinju pokušavati dobiti zankiće na mnogo načina, ali ne uspiju. Tijekom ovih raznih pokušaja, Bela pokaže da je sjajna pjevačica, Skakutalo pokaže da sjajno izvodi vratolomije, i Cvjetka ima dar sjajnog dizajniranja. Kad im Iskra i učiteljica Veselka predlože da se pridruže školskom talent showu, Skakutalo odluči pjevati, Cvjetka odluči plesati, i Bela odluči dizajnirati kostime i pozornicu. Njihova izvedba je grozna, ali zbog nje osvoje nagrade za najbolju komičnu izvedbu. Ali, još uvijek nisu dobile znakiće. |              |                                                                  |                                 |                                   |                       |
| 19. | 19.          | "Dama u nevolji" "A Dog and Pony Show"                           | Jayson Thiessen i James Wootton | Amy Keating Rogers                | 11. ožujka 2011.      |
| Pop-zvijezda Safira Slavna naruči haljine od Ljubice za novu turneju. Ljubica, uz pomoć Pika, krene u potragu za draguljima koje želi dodati haljinama. Njihovu potragu prekinu podzemni psi koji žele da im Ljubica traži dragulje. Piko se vrati u Ponigrad gdje obavijesti Ljubičine prijateljice o njenoj otmici. U međuvremenu, koristeći svoj um i razne smicalice, natjera pse da se odnose prema njoj kao kraljica. Jako dosađuje psima, pa ju odluče osloboditi. Ljubica uzme sve dragulje koje je pronašla i napravi predivnu haljinu za Safiru Slavnu. |              |                                                                  |                                 |                                   |                       |
| 20. | 20.          | "Zelena nije tvoja boja" "Green Isn't Your Color"                | Jayson Thiessen i James Wootton | Meghan McCarthy                   | 18. ožujka 2011.      |
| Slavni modni fotograf Merlin Blitz (eng. Merlin Blitz) posjeti Ponigrad da uslika Ljubičine haljine za bal. Ljubica želi da Plahuljica bude model i predstavi haljine Merlin. Plahuljica je jako sramežljiva tijekom slikanja, ali je Merlin zadivljena Plahuljičinom sramežljivošču. Ljubica postane ljubomorna na Plahuljicu nakon što postane slavnija od nje, a Plahuljica počne mrziti slavu. Ljubica i Plahuljica čuvaju njihove osjećaje tajnim, dok ih ne priznaju jedna drugoj. Kada saznaju da se slažu, Plahuljica odluči prestati biti model. |              |                                                                  |                                 |                                   |                       |
| 21. | 21.          | "Bizoni i poniji" "Over a Barrel"                                | Jayson Thiessen i James Wootton | Dave Polsky                       | 25. ožujka 2011.      |
| Ivka i prijatelji moraju prenijeti stablo iz Ponigrada u Jabukovdol (engl. Appleloosa), ali njihov vlak napadnu bizoni. Piko, Roza i Duga Jurić završe u selu Bizona dok ostali stignu do Jabukovdola. Piko, Roza i Duga saznaju da poniji Jabukovdola ne dopuštaju bizonima da prolaze kroz njihovu prethodnu stazu za stampede, a poniji koji završe u Jabukovdolu saznaju da bizoni pokušavaju uništiti njihovo drveče stampedima. Roza pokuša ujediniti obje strane, ali samo naljuti vođu bizona, koji kaže da će bizoni imati stampedo kroz Jabukovdol. Bizoni i poniji se pripreme za rat, ali je vođa bizona pogođen pitom. Sazna da su pite od jabuke ukusne, i zato nastane zajedničko rješenje: Poniji će napraviti stazu za stempede bizonima. |              |                                                                  |                                 |                                   |                       |
| 22. | 22.          | "Ptica rugalica" "A Bird in the Hoof"                            | Jayson Thiessen i James Wootton | Charlotte Fullerton               | 8. travnja 2011.      |
| Princeza Celestia posjeti Ponigrad s bolesnom pticom Philomenom. Plahuljica je zabrinuta za pticu, pa je ukrade i ponese kući. Pokuša ju hraniti i liječiti, ali ne uspijeva joj pomoći. Kasnije joj Philomena odleti na vrh kipa, gdje se baci na tlo i zapali. Plahuljica misli da je ubila princezinu pticu, ali se tada pojavi Celestia i objasni da je ptica zapravo feniks. Pepeo Philomene se digne u zrak i pretvori se u predivnu zlatnu pticu. |              |                                                                  |                                 |                                   |                       |
| 23. | 23.          | "Kronike osvajača znakića" "The Cutie Mark Chronicles"           | Jayson Thiessen i James Wootton | M.A. Larson                       | 15. travnja 2011.     |
| Podrobniji članak o temi: Kronike osvajača znakića |              |                                                                  |                                 |                                   |                       |
| 24. | 24.          | "Pomoćnik broj jedan" "Owl's Well That Ends Well"                | Jayson Thiessen i James Wootton | Cindy Morrow                      | 22. travnja 2011.     |
| Iskra primijeti da joj Piko nemože pomagati s proučavanjem zvijezda, jer mora spavati tijekom noći. Jedne noći se na prozoru pojavi sova imena Sovac (Owlowiscious). Iskra ga angažira kao noćnog pomoćnika. Piko pomisli da ga Sovac pokušava zamijeniti, i raznim načinima pokuša pokazati Iskri da je on beskoristan. Nijedan način ne uspije, i zato Piko pobjegne u špilju gdje će živjeti sam. U špilji živi puno veći zmaj kojeg Sovac porazi i spasi Pika. Iskra objasni da ne želi zamijeniti Pika, već da joj samo treba pomoćnik tijekom noći. |              |                                                                  |                                 |                                   |                       |
| 25. | 25.          | "Tajna zabava" "Party of One"                                    | Jayson Thiessen i James Wootton | Meghan McCarthy                   | 29. travnja 2011.     |
| Dan nakon rođendana Rozinog ljubimca aligatora Zuba (Gummy), Roza organizira nakon-zabavu da nastavi slavlje. Ali kada pozove prijateljice, vidi da su sve previše zaposlene. Roza postane sumnjičava prema njima i počne misliti da ju izbjegavaju, te sazna da nešto planiraju u Ivkinoj staji. Zbog ovoga pomisli da je izgubila prijateljice, i održi svoju zabavu s predmetima. Duga Jurić ju pronađe i odvede u Ivkinu staju. Tada Roza primijeti da je zaboravila na svoj rođendan, za koji su zabavu organizirale njene prijateljice. |              |                                                                  |                                 |                                   |                       |
| 26. | 26.          | "Najbolja večer ikad" "The Best Night Ever"                      | Jayson Thiessen i James Wootton | Amy Keating Rogers                | 6. svibnja 2011.      |
| Večer velikog poni-bala je stigla. Sve su prijateljice spremne ostvariti svoje snove, ali brzo shvate da će to biti teško. Iskra se želi družiti s princezom Celestijom, ali je Celestia previše zaposlena s pozdravljanjem posjetitelja. Ivka želi prodati hranu, ali nitko nije zainteresiran. Ljubica se želi zabaviti s prinčem, ali je princ (imena Ždrijebac (Blueblood)) umišljen i sebičan. Plahuljica se želi družiti sa životinjama u vrtu, ali se životinje boje. Roza se želi zabaviti, ali su poniji peviše otmjeni za zabavu. Duga Jurić se želi družiti s Magičnim munjama, ali su previše zaposleni da se druže s njom. Njihovi snovi su uništeni, ali proglase ovu noć najgorom u njihovim životima. Ali, jedna se prijateljica zabavila: Princeza Celestia. Celestiji je gala uvijek dosadna, ali prijateljice su sa sobom donijele zabavu. Ostatak noći se prijateljice zabave u kafiću, udaljene od bala. |              |                                                                  |                                 |                                   |                       |

## Glasovi

### Glavni
| Hrvatsko ime lika | Hrvatsko ime lika | Originalno (englesko) ime | Glas                | Glas              |
| HRT 2             | Demo/RTL Kockica  | Originalno (englesko) ime | Dijalozi            | Pjesme            |
| ----------------- | ----------------- | ------------------------- | ------------------- | ----------------- |
| Iskra Sumrak      | Twilight Sparkle  | Twilight Sparkle          | Tara Strong         | Rebecca Shoichet  |
| Piko              | Spike             | Spike                     | Cathy Weseluck      | ne pjeva          |
| Roza              | Pinkie Pie        | Pinkie Pie                | Andrea Libman       | Shannon Chan-Kent |
| Plahuljica        | Fluttershy        | Fluttershy                | Andrea Libman       | Andrea Libman     |
| Ivka              | Applejack         | Applejack                 | Ashleigh Ball       | Ashleigh Ball     |
| Duga Jurić        | Rainbow Dash      | Rainbow Dash              | Ashleigh Ball       | Ashleigh Ball     |
| Ljubica           | Rarity            | Rarity                    | Tabitha St. Germain | Kazumi Evans      |

### Ponavljajući
| Hrvatsko ime lika | Hrvatsko ime lika | Originalno (englesko) ime | Glas             | Glas             |
| HRT 2             | Demo/RTL Kockica  | Originalno (englesko) ime | Dijalozi         | Pjesme           |
| ----------------- | ----------------- | ------------------------- | ---------------- | ---------------- |
| Princeza Celestia | Princeza Celestia | Princess Celestia         | Nicole Oliver    | ne pjeva         |
| Cvjetka           | Apple Bloom       | Apple Bloom               | Michelle Creber  | Michelle Creber  |
| Bela              | Sweetie Belle     | Sweetie Belle             | Claire Corlett   | Michelle Creber  |
| Skakutalo         | Scootaloo         | Scootaloo                 | Madeleine Peters | Madeleine Peters |

### Sporedni
| Hrvatsko ime lika             | Hrvatsko ime lika         | Originalno (englesko) ime      | Glas                |
| HRT 2                         | Demo/RTL Kockica          | Originalno (englesko) ime      | Glas                |
| ----------------------------- | ------------------------- | ------------------------------ | ------------------- |
| Veliki Brat                   | Veliki / Big McIntosh     | Big McIntosh                   | Peter New           |
| Princeza Luna / Crna Princeza | Princeza Luna / Tamnoroga | Princess Luna / Nightmare Moon | Tabitha St. Germain |
| Baka Smith                    | Stara Baka / Granny Smith | Granny Smith                   | Tabitha St. Germain |
| Merlin Blitz                  | Photo Finish              | Photo Finish                   | Tabitha St. Germain |
| Gđa. Kolačić                  | Gđa. Cake                 | Mrs. Cake                      | Tabitha St. Germain |
| Gdin. Kolačić                 | Gdin. Cake                | Mr. Cake                       | Brian Drummond      |
| Vatrena                       | Spitfire                  | Spitfire                       | Kelly Metzger       |
| Bura                          | Soarin                    | Soarin                         | Matt Hill           |
| Veselka                       | Cheerilee                 | Cheerilee                      | Nicole Oliver       |
| Zecora                        | Zecora                    | Zecora                         | Brenda Crichlow     |
| Srebrna                       | Silver Spoon              | Silver Spoon                   | Shannon Chan-Kent   |
| Tiara                         | Diamond Tiara             | Diamond Tiara                  | Chantal Strand      |
| Sweetie "Bon-Bon" Drops       |                           |                                | Chantal Strand      |
| Gradonačelnica Ponigrada      | Gradonačelnica Ponvyillea | Mayor Mare                     | Cathy Weseluck      |
| Golden Harvest                |                           |                                | Cathy Weseluck      |
| Pužić                         | Snails                    | Snails                         | Richard Ian Cox     |
| Gricko                        | Snips                     | Snips                          | Lee Tockar          |

### Epizodni
| Hrvatsko ime lika                   | Hrvatsko ime lika       | Originalno (englesko) ime | Glas                      |
| HRT 2                               | Demo/RTL Kockica        | Originalno (englesko) ime | Glas                      |
| ----------------------------------- | ----------------------- | ------------------------- | ------------------------- |
| Twisti                              | Twist                   | Twist                     | Alexandra Carter          |
| Steven Magnet                       | Steven Magnet           | Steven Magnet             | Lee Tockar                |
| Spot                                |                         |                           | Lee Tockar                |
| Fido                                | Fido                    | Fido                      | Garry Chalk               |
| Rover                               | Rover                   | Rover                     | Scott McNeil              |
| Poglavica Stara Munja               | Poglavica Thunderhooves | Chief Thunderhooves       |                           |
| Gilda                               | Gilda                   | Gilda                     | Marÿke Hendrikse          |
| Trixie Lulamoon                     | Trixie Lulamoon         | Trixie Lulamoon           | Kathleen Barr             |
| Hoops                               |                         |                           | Kathleen Barr             |
| "Plahuljigan" (otrovana Plahuljica) | Fluttertip              | Flutterguy                | Blu Mankuma               |
| Ralph Schneider                     | Hoity-Toity             | Hoity-Toity               | Trevor Devall             |
| Safira / Serafina Slavna            | Sapphire Shores         | Sapphire Shores           | Rena Anakwe               |
| Branko                              | Braeburn                | Braeburn                  | Michael Daingerfield Hall |
| Mala Velikog Srca                   | Little Strongheart      | Little Strongheart        | Erin Mathews              |
| Ivo                                 | Joe                     | Joe                       | Vincent Tong              |
| Princ Ždrijebac                     | Princ Blueblood         | Prince Blueblood          | Vincent Tong              |
| Mula                                | Mula                    | Mule                      | James Wootton             |

## Hrvatske sinkronizacije

### Demo
| Ime lika         | Glas                 |
| ---------------- | -------------------- |
| Twilight Sparkle | Jelena Majić         |
| Spike            | Aleksandra Naumov    |
| Pinkie Pie       | Sandra Hrenar        |
| Fluttershy       | Ivana Hajder         |
| Applejack        | Sanja Hrenar         |
| Rainbow Dash     | Danijela Večerinović |
| Rarity           | Vanda Winter         |

### TV
| Ime lika          | Ime lika          | Glas                           | Glas                        | Glas               | Glas                         |
| HRT2              | RTL Kockica       | HRT2                           | HRT2                        | RTL Kockica        | RTL Kockica                  |
| HRT2              | RTL Kockica       | Dijalozi                       | Pjesme                      | Dijalozi           | Pjesme                       |
| ----------------- | ----------------- | ------------------------------ | --------------------------- | ------------------ | ---------------------------- |
| Iskra Sumrak      | Twilight Sparkle  | Katarina Perica Kirin          | Andrea Baković i Tina Bukić | Monika Berberović  | Vida Manestar                |
| Piko              | Spike             | Adnan Prohić                   | ne pjeva                    | Sandra Hrenar      | ne pjeva                     |
| Roza              | Pinkie Pie        | Andrea Baković                 | Andrea Baković i Tina Bukić | Kristina Habuš     | Kristina Habuš               |
| Plahuljica        | Fluttershy        | Tina Bukić                     | Andrea Baković i Tina Bukić | Anabela Barić      | Anabela Barić                |
| Ivka              | Applejack         | Jasna Odorčić                  | Andrea Baković              | Mia Krajcar        | Mia Krajcar                  |
| Duga Jurić        | Rainbow Dash      | Matilda Sorić                  | Andrea Baković              | Mima Karaula       | Mima Karaula i Vida Manestar |
| Ljubica           | Rarity            | Matilda Sorić                  | Andrea Baković              | Anja Nigović       | Anja Nigović                 |
| Princeza Celestia | Princeza Celestia | Andrea Baković                 | ne pjeva                    | Rajana Radosavljev | ne pjeva                     |
| Cvjetka           | Apple Bloom       | Katarina Perica Kirin          | Andrea Baković              | Zrinka Antičević   | Zrinka Antičević             |
| Bela              | Sweetie Belle     | Jasna Odorčić i Andrea Baković | Andrea Baković              | nepoznato          | nepoznato                    |
| Skakutalo         | Scootaloo         | Tina Bukić                     | Andrea Baković              | Anabela Barić      | Anabela Barić                |
| Veliki Brat       | Big McIntosh      | Zdravko Valentin               | ne pjeva                    | Boris Barberić     | ne pjeva                     |
| Princeza Luna     | Princeza Luna     | Katarina Perica Kirin          | ne pjeva                    | Mirta Zečević      | ne pjeva                     |
| Baka Smith        | Granny Smith      | Andrea Baković                 | ne pjeva                    | nepoznato          | ne pjeva                     |
| Merlin Blitz      | Photo Finish      | Andrea Baković                 | ne pjeva                    | Mirta Zečević      | ne pjeva                     |
| Veselka           | Cheerilee         | Katarina Perica Kirin          | ne pjeva                    | Monika Berberović  | ne pjeva                     |
| Twisti            | Twist             | Tina Bukić                     | ne pjeva                    | nepoznato          | ne pjeva                     |
| Trixie Lulamoon   |                   | Tina Bukić                     | ne pjeva                    | nepoznato          | ne pjeva                     |

## Razvoj i produkcija
Hasbro je za kreativnu redateljicu i izvršnu producenticu emisije odabrao animatoricu i scenaristicu Lauren Faust. Faust je pokušala osporiti ustaljenu "djevojačku" prirodu franšize Moj mali poni, stvarajući zanimljivije likove i pustolovna mjesta radnje, obuhvaćajući Hasbrove prijedloge za E/I ("obrazovni i informativni" (engl. educational and informative)) sadržaj i marketing linije igračaka.
Faust je izjavila da je, dok je Hasbru pružala više svojih ideja za emisiju, bila nadahnuta njihovim pozitivanim odgovorima na netradicionalne dijelove serije. Faust je u početku predstavila emisiju koja uključuje "pustolovne priče" u sličnom omjeru kao "priče o vezama", ali prepoznajući mlađu ciljanu publiku, kao i poteškoće u zasnivanju složenih radnja na pustolovnim elementima, smanjila je ovaj sadržaj, usredotočujući se više o razgovorima između likova. Nekim epizodama je još uvijek dodala fantastična bića, poput zmajeva i hidri, ali veći naglasak stavlja na prijateljstva među likovima, prikazana komičnim tonom. U trenutku kada je emisija odobrena, Faust je razvila tri cjelovita scenarija za seriju.
Faust je počela razrađivati konceptne skice, od kojih se nekoliko pojavilo na njezinoj stranici na DeviantArtu, uključujući ponije iz originalne serije (Twilight, Applejack, Firefly, Surprise, Posey i Sparkler), koje su kasnije postale baze za dizajnove glavnih likova serije. Hasbro je odobrio seriju i Lauren Faust je dobila ulogu izvršne producentice. Nakon odobrenja su zamolili Faust da dovrši serijinu bibliju. Da bi to učinila, Faust je dovela Martina Ansolabeherea i Paula Rudisha, koji su s njom radili u na animiranim serijama. Faust Rudishu pripisuje nadahnuće pegazima koji kontroliraju vrijeme u Equestriji, kao i liku Crne Princeze tijekom tog razdoblja. Faust se također savjetovala s Craigom McCrackenom, njezinim suprugom, također animatorom i tvorcem serija Kuda idu izmišljeni prijatelji? i Super Cure. Nakon što je Hasbro vidio početnu inačicu biblije, zatraženo je još dizajnova za likove; nakon toga, Faust je dovela Davea Dunneta i Lynne Naylor da dodatno pročiste pozadinu i stilove likova.
Nakon što je bilbija bila dovršena, Faust i Hasbro počeli su tražiti animacijske studije. Faust je mislila da bi Studio B Productions (DHX Media od 8. rujna 2010.) bio dobar odabir jer su prethodno već radili na serijama animiranim Flashem i serijama u kojim se pojavljuju mnoge životinje. DHX su preporučili da Jayson Thiessen bude redatelj. Faust se složila s njima. Ona, Thiessen i James Wootton dovršili su dvominutnu epizodu da pokažu Hasbru kako bi izgledao dovršeni proizvod. Hasbro je odobrio seriju. Faust procjenjuje da je od zatraženja da razvije seriju do ovog trenutka trajalo otprilike godinu dana.

## DVD-objava
| My Little Pony Friendship Is Magic: Season One                                          |                                                                                         |                                                                                         |                                                                                         | | | | |
| Informacije                                                                             | Informacije                                                                             | Informacije                                                                             | Informacije                                                                             | Posebne značajke | Posebne značajke | Posebne značajke | Posebne značajke |
| - 26 epizoda - 4 diska - Omjer slike: 1.78:1 - Titlovi na engleskom - Zvuk na engleskom | - 26 epizoda - 4 diska - Omjer slike: 1.78:1 - Titlovi na engleskom - Zvuk na engleskom | - 26 epizoda - 4 diska - Omjer slike: 1.78:1 - Titlovi na engleskom - Zvuk na engleskom | - 26 epizoda - 4 diska - Omjer slike: 1.78:1 - Titlovi na engleskom - Zvuk na engleskom | - Pjesme s tekstovima (dulja uvodna pjesma i "Gala večer" (engl. "At the Gala")) - Listovi za bojanje za ispis - Komentari postave i ekipe ("Prijateljstvo je čarobno", "Pakiranje zime", "Obučena za uspjeh", "Talent Show", "Najbolja večer ikad") | - Pjesme s tekstovima (dulja uvodna pjesma i "Gala večer" (engl. "At the Gala")) - Listovi za bojanje za ispis - Komentari postave i ekipe ("Prijateljstvo je čarobno", "Pakiranje zime", "Obučena za uspjeh", "Talent Show", "Najbolja večer ikad") | - Pjesme s tekstovima (dulja uvodna pjesma i "Gala večer" (engl. "At the Gala")) - Listovi za bojanje za ispis - Komentari postave i ekipe ("Prijateljstvo je čarobno", "Pakiranje zime", "Obučena za uspjeh", "Talent Show", "Najbolja večer ikad") | - Pjesme s tekstovima (dulja uvodna pjesma i "Gala večer" (engl. "At the Gala")) - Listovi za bojanje za ispis - Komentari postave i ekipe ("Prijateljstvo je čarobno", "Pakiranje zime", "Obučena za uspjeh", "Talent Show", "Najbolja večer ikad") |
| Objave                                                                                  |                                                                                         |                                                                                         |                                                                                         | | | | |
| 1. regija                                                                               | 1. regija                                                                               | 1. regija                                                                               | 1. regija                                                                               | 2. regija | 2. regija | 2. regija | 2. regija |
| 4. prosinca 2012.                                                                       | 4. prosinca 2012.                                                                       | 4. prosinca 2012.                                                                       | 4. prosinca 2012.                                                                       | 1. studenog 2014 | 1. studenog 2014 | 1. studenog 2014 | 1. studenog 2014 |